# Stanisław Witold Kowalczyk
Stanisław Witold Kowalczyk (ur. 15 czerwca 1932 w Sieciechowie) – duchowny katolicki, infułat, profesor zwyczajny, doktor habilitowany teodycei, profesor i były kierownik Katedry Filozofii Społecznej na Wydziale Nauk Społecznych Katolickiego Uniwersytetu Lubelskiego. Były Dziekan Wydziału Nauk Społecznych KUL oraz były Rektor WSD w Sandomierzu.

## Życiorys
Stanisław Kowalczyk urodził się 15 czerwca 1932 roku w Sieciechowie, w rodzinie rolniczej. Po ukończeniu szkoły powszechnej w rodzinnej miejscowości uczęszczał początkowo do gimnazjum w Kozienicach, a następnie wstąpił do Niższego Seminarium Duchownego w Sandomierzu. Po złożeniu egzaminu dojrzałości w miejscowym Liceum Ogólnokształcącym typu humanistycznego w 1949 roku wstąpił do Wyższego Seminarium Duchownego w Sandomierzu. Po odbyciu pięcioletnich studiów filozoficzno-teologicznych, 19 grudnia 1954 roku przyjął święcenia kapłańskie z rąk bpa Jana Lorka. W roku 1954 podjął dalsze studia filozoficzne na Wydziale Filozofii Chrześcijańskiej Katolickiego Uniwersytetu Lubelskiego w Lublinie. Na podstawie pracy przygotowanej pod kierunkiem o. prof. M. A. Krąpca Koncepcja analogii u Franciszka Brentany uzyskał magisterium z filozofii (1957). W roku następnym, na podstawie dysertacji Tomistyczna koncepcja jedności transcendentalnej, uzyskał stopień naukowy doktora filozofii.

## Droga naukowa
Bezpośrednio po ukończeniu studiów w 1958 roku, został mianowany wykładowcą filozofii w Wyższym Seminarium Duchownym w Sandomierzu. W roku 1963 rozpoczął zajęcia dydaktyczno-naukowe na Wydziale Filozofii Chrześcijańskiej KUL, gdzie otrzymał stanowisko adiunkta w I Katedrze Metafizyki, kierowanej przez ks. prof. Stanisława Adamczyka. 4 grudnia 1968 roku otrzymał stopień doktora habilitowanego teodycei na podstawie rozprawy Bóg jako Dobro Najwyższe według Świętego Augustyna. Od 1970 roku pracował w Międzywydziałowym Zakładzie Leksykograficznym i równocześnie prowadził wykłady z filozofii Boga na Wydziałach Filozofii Chrześcijańskiej oraz Teologicznym KUL. Uchwałą Senatu Akademickiego 22 października 1977 roku otrzymał stanowisko docenta, zatwierdzone przez Ministerstwo Szkolnictwa Wyższego i Techniki rok później. Następnie, 1 października 1981 roku objął stanowisko docenta na reaktywowanym Wydziale Nauk Społecznych KUL. Od listopada 1984 roku kierował nowo utworzoną na tym wydziale Katedrą Filozofii Społecznej. W jej ramach prowadzone były wykłady z problematyki filozoficznych podstaw światopoglądu, filozofii społecznej oraz centralnych zagadnień filozofii współczesnej. Tytuł naukowy profesora nadzwyczajnego uzyskał uchwałą Senatu Akademickiego KUL z dnia 26 czerwca 1985 roku, zaś tytuł profesora zwyczajnego dnia 9 marca 1991 roku.
W latach 1990–1993 ks. prof. S. Kowalczyk pełnił funkcję dziekana Wydziału Nauk Społecznych KUL. Jako dziekan pracował w Senackich Komisjach KUL: do Spraw Nauki, do Spraw Kontaktów Zagranicznych oraz Komisji Kontrolnej. Działalność naukowa, dydaktyczna i organizacyjna Kowalczyka wykracza poza Katolicki Uniwersytet Lubelski. W latach 1992–1995 był rektorem Wyższego Seminarium Duchownego w Sandomierzu. Należy także podkreślić pracę Kowalczyka w Komisji Episkopatu Polski do Spraw Dialogu z Niewierzącymi (1984–1994) oraz Komisji do Spraw Kultury (1994–1996). Zapraszany przez Episkopat aktywnie uczestniczył w spotkaniach i sympozjach naukowych organizowanych przez te Komisje.
Integralną częścią pracy naukowo-dydaktycznej ks. Kowalczyka jest także uczestnictwo w wielu krajowych i międzynarodowych konferencjach oraz sympozjach naukowych. Ponadto warto zaznaczyć, iż lubelski filozof wchodzi do składu osobowego zespołów redakcyjnych i rad naukowych „Studiów Sandomierskich”, „Studiów Polonijnych”, „Roczników Nauk Społecznych”, „Vox Patrum”, „Religion in Eastern Europe”, „Dialogue and Universalism”. Współpracuje także stale z pismami zagranicznymi („Augustinus”, „Studio Augustiniano”, „Divus Thomas”, Ateisto e Dialogo”, „Giornale di Metafisica”) i polskimi („Studia Philosophiae Christianae”, „Chrześcijanin w świecie”, „Ateneum Kapłańskie”, „Colloquium Salutis”, „Roczniki filozoficzne”, „Studia Płockie”, „Zeszyty Naukowe KUL”).
W styczniu 2011 r. został uhonorowany doktoratem honoris causa Papieskiego Wydziału Teologicznego we Wrocławiu.

## Zainteresowania naukowe
Przedmiot zainteresowań ks. Kowalczyka obejmuje wiele dyscyplin filozoficznych: metafizykę, filozofię Boga, filozofię religii, antropologię, filozofię społeczną oraz filozofię kultury. W jego refleksji naukowo-badawczej można wyróżnić następujące obszary: metafizyczno-teodycealny, religiologiczny, antropologiczno-społeczny i aksjologiczny, zawierający także problematykę filozofii kultury. Do wszystkich tych dziedzin podchodzi badając prawdę o osobie, stąd zalicza się go do personalistów chrześcijańskich, jego styl określa się czasami jako personalizm realistyczno-dynamiczny.
Analizując twórczość Stanisława Kowalczyka odnośnie do filozofii społecznej zauważa się, iż postępuje on z duchem czasu. Do lat 90. XX wieku przedmiotem jego zainteresowań była ideologia kolektywistyczno-marksistowska, na której temat napisał szereg artykułów. Po upadku komunizmu Kowalczyk koncentruje się na filozofii liberalno-indywidualistycznej. Współcześnie zaś uwidacznia się zainteresowanie Kowalczyka ideologią postmodernizmu, który kryje w sobie wiele wątków powiązanych z liberalizmem.

## Uczniowie i współpracownicy
- Ignacy Dec
- Jan Szymczyk
- Dariusz Karasek
- Edward Balawajder

## Publikacje
St. Kowalczyk jest twórczym i płodnym filozofem. Jego bibliografia przekracza liczbę czterystu pozycji, w tym ponad dwadzieścia książek, ponad dwadzieścia rozdziałów w pracach zbiorowych i blisko trzydzieści artykułów w czasopismach zagranicznych (amerykańskich, włoskich, watykańskich, hiszpańskich i litewskich). Przeważająca część dorobku to studia i artykuły, sprawozdania ze spotkań naukowych, biogramy, recenzje, hasła encyklopedyczne itp. Publikacje książkowe mają różnorodny charakter, są wśród nich monografie naukowe i podręczniki uniwersyteckie, opracowania historyczne oraz wprowadzenia.
Lista wybranych publikacji:
- Współczesna filozofia Boga (1970)
- Filozofia Boga (1972)
- Z problematyki dialogu chrześcijańsko-marksistowskiego (1977)
- Podstawy światopoglądu chrześcijańskiego (1978)
- Zarys filozofii człowieka
- Człowiek a społeczność
- Filozofia kultury
- Naród – państwo – Europa
- Idee filozoficzne postmodernizmu
- Drogi ku Bogu, Wyd. Wrocławskiej Księgarni Archidiecezjalnej, Wrocław 1983, ss. 338
- Człowiek i Bóg w nauce świętego Augustyna, Ośrodek Dokumentacji i Studiów Społecznych, Warszawa 1987, ss. 276, ISBN 83-7012-008-3
- Koncepcja Absolutu w pismach Hegla (1991)
- Metafizyka ogólna (1999)
- Filozofia wolności. Rys historyczny (1999)
- U podstaw demokracji. Zagadnienia aksjologiczne (2001)
- Elementy filozofii i teologii sportu (2003)
- Filozofia kultury. Próba personalistycznego ujęcia problematyki (2005)
- Człowiek a społeczność.Zarys filozofii społecznej (2005)
- Zarys filozofii polityki (2008)
- Ciało człowieka w refleksji filozoficznej (2009)
- Nurty filozofii Boga w Polsce w latach 1880–2008 (2009)
- Nurty personalizmu. Od Augustyna do Wojtyły (2010)
- Współczesny kryzys ideowo-aksjologiczny (2011)